# Tinocallis ulmicola
Tinocallis ulmicola är en insektsart. Tinocallis ulmicola ingår i släktet Tinocallis och familjen långrörsbladlöss. Inga underarter finns listade i Catalogue of Life.